# Glenea gratiosa
Glenea gratiosa är en skalbaggsart som beskrevs av Charles Joseph Gahan 1897. Glenea gratiosa ingår i släktet Glenea och familjen långhorningar.
Artens utbredningsområde är Bangladesh. Inga underarter finns listade i Catalogue of Life.